# Luis Casanova Giner
Luis Casanova Giner (Oliva, Valencia, 15 de diciembre de 1908 - Ibidem., 4 de mayo de 1999) fue un empresario. Histórico presidente del Valencia C. F (Valencia F.C.), alcanzó la presidencia en 1936 de forma interina para sustituir a Francisco Almenar tras su fallecimiento repentino. Para encontrar su cénit presidencial hay que remontarse a 1940, cuando tomó la presidencia de forma definitiva, que no abandonó hasta 1959. Durante su mandato, el Valencia CF ganó la mitad de sus catorce títulos nacionales. También fue conocido por ser presidente de CIFESA, empresa cinematográfica de las más importantes a nivel mundial en su época, que produjo las mejores superproducciones hispano-americanas del momento convirtiendo a la empresa, y a Valencia (su sede), en el Hollywood español desde la década de los 40 hasta mediados los 60.

## Inicios
Nació en el seno de una familia de industriales, acomodada. Siendo un adolescente fue enviado a Londres a estudiar, en uno de los centros más importantes de la época. Allí conoció el deporte rey, el foot-ball, y se enamoró de él. Tal fue su pasión que durante sus años en la capital británica, se hizo socio del Arsenal FC. En su regreso a Valencia, mantuvo viva su pasión por el fútbol implicándose en la vida social del Valencia FC, tanto que en marzo de 1934 pasó a ser vocal del club, puesto que le permitió alcanzar la presidencia de forma interina en 1936 tras el fallecimiento de Francisco Almenar tras un ataque al corazón.

## La presidencia
El considerado hasta hoy en día como el hombre más importante de la historia del Valencia CF, se hizo cargo del club en 1940, tras la salida del mando militar que dirigió el club tras la guerra. El comandante Alfredo Giménez dejó la silla presidencial en manos de un joven pero audaz hombre de negocios. Casanova se mantuvo al frente del club durante diecinueve años, tiempo hasta ahora nunca igualado por nadie.
Los problemas a los que se tuvo que enfrentar no fueron pocos. El primero de ellos fue el decreto franquista que obligaba, bajo pena, a los clubes de "foot-ball" a castellanizar sus nombres y emblemas. Luis Casanova entró como presidente del Valencia Football Club, y lo dejó de ser del Valencia Club de Fútbol.
El conflicto bélico no sólo trajo la modificación forzosa del nombre fundacional, también dejó unas infraestructuras derruidas e inexistentes. Después de muchos dolores de cabeza, acompañados de esfuerzos titánicos y de muchos cheques en blanco, la junta presidida por Luis Casanova Giner, junto a Luis Colina y Eduardo Cubells, alzaron Mestalla de la ruina, dejando el recinto al nivel de los estadios más grandes de la época. Pronto esas gradas vieron triunfos y éxitos. El primer año de presidencia del hoy centenario presidente, dejó la primera copa en las vitrinas del club. Un año después, llegó la primera liga a Mestalla.
Junto al Gran Mestalla (años 50), el gran legado que dejó para la posteridad fue el equipo formado por la delantera eléctrica, cuyos componentes vascos, en su mayoría, fueron repescados para la práctica del fútbol de los campos de concentración franquistas instalados en la capital valenciana. Al margen de la política deportiva, que destacó por aquel Valencia eléctrico comandado por Asensi, Gorostiza, Mundo, Epi, Eizaguirre y Amadeo (tres ligas y tres copas), también cabe destacar la creación del equipo filial, Club Deportivo Mestalla, que abasteció de grandes promesas al primer equipo. Aquellos chicos del norte, junto con talentos locales, permitieron, que incluso hoy en día, Luis Casanova siga siendo el presidente más laureado de la historia del club.

## El adiós
El ocho de enero de 1959 decía adiós. Una complicada y ambiciosa remodelación del estadio, agravada por la riada de 1957 puso fin a la paciencia de un hombre que vivió más de un infortunio a lo largo de su mandato, al que nadie, nunca, le agradeció los muchos esfuerzos y dinero que "quemó" para sacar adelante un proyecto que convirtió en personal. Luis Casanova, murió en su casa natal de Oliva por causas naturales, a la edad de 90 años el 4 de mayo de 1999.